# 政治教育
政治教育（せいじきょういく、英: Citizenship educationまたはPolitical education）とは、教育制度における政治に関する教育のことである。

## 概要
政治教育は政治システムの構成員に対して、政治の意義や運営に関する知識や情報を伝達する活動である。これには教育機関で行われるもののみならず、マス・コミュニケーションを通じてなされるものも含まれる。政治学においては政治教育は古代ギリシア以来重要論題であり続けている。ただし近代市民社会成立以前における政治教育は特権階級に民衆支配の知識を授けるための教育であった。近代市民革命以降、政治教育は全公民個人の国家権力のあり方を統御しうる政治的力量の養成を理想としたが、現実には支配階級による支配の継続のために政治に対して国民に自発的同意をさせるための手段となった。そこでは国民を政治の客体として体制に順化させることが目指され、政治教育は政治体制に従属する教化システムとして利用された。
田中耕太郎は政治教育における「政治」について、「政治の理念や現実に関する一般的な理論や法則」と「現実の社会において存在する政党政派の立場や具体的な政策・主張」という2つの意味が存在するとしている。前者の意味をとるならば政治教育は広く政治に関する一般的知識の伝達と判断力の要請を目指すものとなるが、後者のでは政党や社会団体で行われる特定のイデオロギーを注入する教育となる。
政治教育は国家と教育との関係において困難に突き当たり得る。林忠幸は、政治的価値の実現を目指す政治権力が公教育を統制下に置く場合、学習指導要領のような政治権力が設ける基準が唯一の正当とされ、それから外れる政治教育、たとえば現実の政治問題を教材として取り上げて児童・生徒の判断力を育成しようとする政治教育は特定のイデオロギー教育・「偏向教育」として断罪され得るとしている。

## 日本における政治教育
堀尾輝久は、日本の第二次世界大戦前の政治教育は教化システムとしてのそれの典型であるとしている。堀尾によると教育勅語に基づく忠君愛国の倫理を基盤とする修身教育は国体への無条件服従を強要するものであり、また「政治的智徳ノ涵養」を重視する公民教育は義務を強調することを目的とするものであった。それらはいずれも現実の政治への国民の批判を拒絶し、政治主体としての国民の成長を押しとどめたとしている。
現行の教育基本法（昭和22年法律第25号）第8条第1項では、「良識ある公民たるに必要な政治的教養は、教育上これを尊重しなければならない。」と規定されているが、同条第2項において「法律に定める学校は、特定の政党を支持し、又はこれに反対するための政治教育その他政治的活動をしてはならない。」と規定されている。第1項は公民として必要な政治的識見養成の重要性を説明した条文であり、政治教育とは前述した広義の政治教育を意味している。第2項は教育の政治的中立性の原則を示し公教育機関が児童生徒に特定党派の政治意識・見解を注入することを禁止したもので、こうした狭義の政治教育は学校教育からは締め出すことを謳っている。

### 学校教育における政治教育
学校教育における政治教育については、理論的なものについて社会科、公民（中学校）、公共（高等学校）、政治経済（高等学校）などの教科の中で行われるが、入学試験を控えた中で知識の詰め込みという側面が大きく、選挙についての学習はそれぞれ1〜2時間程度となっている。実践的なものについては生徒会役員の選挙などにより行われている。

### 政治的中立
義務教育諸学校については、何人も、教育を利用し、特定の政党その他の政治的団体の政治的勢力の伸長又は減退に資する目的をもって、学校教育法に規定する学校の職員を主たる構成員とする団体（その団体を主たる構成員とする団体を含む）の組織又は活動を利用し、義務教育諸学校に勤務する教育職員に対し、これらの者が、義務教育諸学校の児童又は生徒に対して、特定の政党等を支持させ、又はこれに反対させる教育を行うことを教唆し、又はせん動してはならないことが規定されている（義務教育諸学校における教育の政治的中立の確保に関する臨時措置法第3条）。

## アメリカ合衆国における政治教育
アメリカ合衆国では、小学校の段階で投票行動を決定する手順を学ぶ。また、生徒会の選挙のほか、大統領選挙などがあると模擬選挙や校内討論会を行う。政党やNPOが教育ツールを作成しており、社会全体で投票行動や争点の見方を学ぶ仕組みがある。立法教育を行い政治家を養成している大学もある。